# Samsara
Samsara (sanskrt संसार) je pojam koji u indijskim filozofsko-vjerskim učenjima hinduizmu, budizmu, i jainizmu označava "vječno vraćanje", ili vječnu patnju kroz koju prolazi pojedinac, kroz niz uzastopnih života u fizičkom ljudskom tijelu. Ideja samsare prvi se put spominje u upanišadama i nije potanje poznato porijeklo tog učenja.